# Fougamou

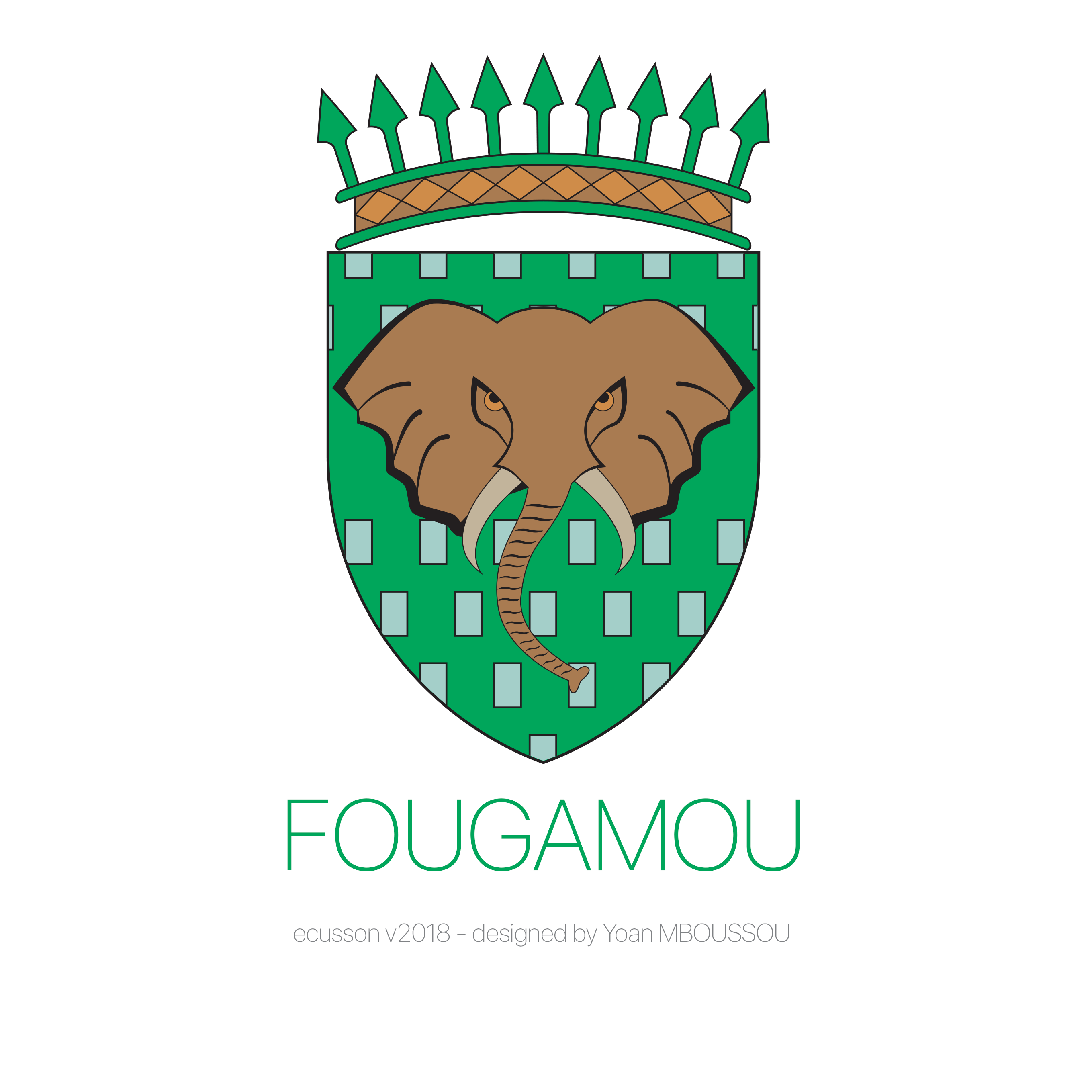
Ecusson de la ville de Fougamou

Fougamou est une ville du Gabon située dans la province de la Ngounié, sur une pente de la rive gauche de la rivière du même nom. C'est le chef-lieu du département de Tsamba-Magotsi. On y trouve un lycée d'enseignement général (lycée Léon Mboumba) et un lycée professionnel industriel. Il y a plusieurs administrations publiques : préfecture, cadastre, cantonnement des Eaux et Forêts, compagnie et brigade de gendarmerie.

## Personnalités liées
- Paul Malékou (né en 1938), homme politique gabonais
- Ismaël Sacko (né en 1972), haut fonctionnaire et homme d’État malien, est né à Fougamou.